# الهيئة العامة للغذاء والدواء
الهيئة العامة للغذاء والدواء بالمملكة العربية السعودية، أنشأت الهيئة العامة للغذاء والدواء بموجب قرار مجلس الوزراء رقم (1) وتاريخ 7/1/1424هـ كهيئة مستقلة ذات شخصية اعتبارية وترتبط مباشرة برئيس مجلس الوزراء، وتناط بها جميع المهمات الإجرائية والتنفيذية والرقابية التي تقوم بها الجهات القائمة حاليا لضمان سلامة الغذاء والدواء للإنسان والحيوان وسلامة المستحضرات الحيوية والكيميائية وكذلك المنتجات الالكترونية التي تمس صحة الإنسان.
يتولى إدارة شؤون الهيئة مجلس إدارة يعين رئيسه بأمر ملكي، ويضم المجلس في عضويته ممثلين من الوازارت المعنية (وزارة الشؤون البلدية والقروية، وزارة الداخلية، وزارة الصحة، وزارة التجارة والاستثمار، وزارة البيئة والمياه والزراعة، وزارة المالية، وزارة الاقتصاد والتخطيط، وزارة التعليم، وزارة الطاقة والصناعة والثروة المعدنية) فضلاً عن محافظ الهيئة العربية السعودية للمواصفات والمقاييس والرئيس التنفيذي للهيئة العامة للغذاء والدواء بالإضافة إلى أربعة أعضاء يمثلون الغرف التجارية الصناعية السعودية في المملكة من رجال الأعمال ذوي العلاقة بمجال عمل الهيئة ويكون ترشيحهم عن طريق مجلس الغرف السعودية لمدة ثلاث سنوات قابلة للتجديد مرة واحدة ويصدر بتعيينهم قرار من مجلس الوزراء. وكذلك عضوية اثنين من المتخصصين في مجال عمل الهيئة أحدهما في الغذاء والأخر في الدواء بترشيح من رئيس الهيئة لمدة ثلاث سنوات قابلة للتجديد مرة واحدة ويصدر التعيين بقرار من مجلس الوزراء.

## الأهداف الرئيسة للهيئة
إن الغرض الأساسي من إنشاء الهيئة هو القيام بتنظيم ومراقبة والإشراف على الغذاء والدواء والأجهزة الطبية والتشخيصية ووضع المواصفات القياسية الإلزامية لها سواء كانت مستوردة أو مصنعة محلياً، ويقع على عاتقها مراقبتها وفحصها في مختبراتها أو مختبرات الجهات الأخرى وتوعية المستهلك في كل ما يتعلق بالغذاء والدواء والأجهزة الطبية وكافة المنتجات والمستحضرات المتعلقة بذلك وذلك من أجل تحقيق الأهداف الرئيسية التالية:
- سلامة ومأمونية وفاعلية الغذاء والدواء للإنسان والحيوان.[7]
- مأمونية المستحضرات الحيوية والكيميائية التكميلية ومستحضرات التجميل والمبيدات.
- سلامة المنتجات الإلكترونية من التأثير على الصحة العامة.
- دقة معايير الأجهزة الطبية والتشخيصية وسلامتها.
- وضع السياسات والإجراءات الواضحة للغذاء والدواء والتخطيط لتحقيق هذه السياسات وتفعيلها.
- إجراء البحوث والدراسات التطبيقية للتعرف على المشكلات الصحية وأسبابها وتحديد آثارها بما في ذلك طرق وتقويم البحوث. فضلاً عن وضع قاعدة علمية يستفاد منها في الأغراض التثقيفية والخدمات الاستشارية والبرامج التنفيذية في مجالي الغذاء والدواء.
- مراقبة والإشراف على الإجراءات الخاصة بالتراخيص لمصانع الغذاء والدواء والأجهزة الطبية.
- تبادل المعلومات ونشرها مع الجهات العلمية والقانونية المحلية والعالمية وإعداد قاعدة معلومات عن الغذاء والدواء.

## أنشطة القطاعات

### قطاع الدواء
يقوم قطاع الدواء بعدد من الأنشطة التي يعزز بعضها البعض الآخر والتي تهدف جميعاً إلى حماية الصحة العامة في المملكة وتشمل:
- ترخيص عمليات تصنيع الأدوية واستيرادها وتصديرها وتوزيعها وترويجها والإعلان عنها.
- تقييم مأمونية الأدوية وفعاليتها وجودتها وإصدار الترخيص بتسويقها.
- تفتيش مؤسسات تصنيع الأدوية واستيرادها وبيعها جملة وصرفها وإخضاع هذه المؤسسات للرقابة.
- التحقق من جودة الأدوية المعروضة في السوق ومراقبة هذه الجودة.
- التحكم في شروط ترويج الأدوية والإعلان عنها.
- رصد مراقبة الآثار الضارة التي قد تنجم عن تناول الأدوية.
- تزويد المهنيين والجمهور بمعلومات مستقلة عن الأدوية.
- التحقق من سلامة مستحضرات التجميل.

### أنشطة قطاع الغذاء
- اعداد تشريعات متكاملة من اللوائح الفنية والمواصفات للمنتجات الغذائية بما يحقق مصالح المملكة ومتطلبات اتفاقيات منظمة التجارة العالمية.
- المشاركة في اعداد ومراجعة مشاريع مواصفات الغذاء على المستوى المحلي والإقليمي والدولي.
- المشاركة في إعداد ووضع الأنظمة والسياسات ذات العلاقة بالغذاء الصحي.
- تصميم الخطط والبرامج الوطنية والموجهة المبنية على تقييم المخاطر لرصد ملوثات الأغذية والأعلاف.
- تقييم المخاطر الفيزيائية والكيميائية والميكروبية والمخاطر الصحية والتغذوية المرتبطة بالأغذية بالاستناد على الأسس العلمية لدعم عملية اتخاذ القرار.
- تقييم سلامة ومأمونية وفعالية المنتجات الغذائية قبل وبعد تسويقها، ودعم إجراءات تسجيلها.[8]
- التقييم العلمي لمنتجات الاعلاف والمبيدات ودعم إجراءات التسجيل والترخيص الخاصة بها.
- الاشراف على مهمة فرض ورفع الحظر على المنتجات الغذائية.
- تقييم الإعلانات التجارية للمنتجات الغذائية.
- تقييم واعتماد البرامج التدريبية ذات العلاقة بسلامة الغذاء.
- الاشراف على مركز الاخطار والاستفسار للجنة التدابير الصحية والصحة النباتية SPS.
- العمل كجهة اتصال معتمدة للمملكة بهيئة دستور الأغذية (Codex Alimentarius).
- رصد وإدارة الإنذارات والبلاغات المتعلقة بالأغذية والأعلاف والمشاركة باستقصاء الأمراض المنقولة بالغذاء.
- تطوير إجراءات تنبيهات الإنذار للأعلاف والمبيدات وضمان الاستجابة في الوقت المناسب، وتطوير خطط التيقظ لمنتجات الاعلاف والمبيدات.
- تقييم سمية محتويات منتجات التبغ وانبعاثاتها.
- اعداد التقارير العلمية لسلامة منتجات التبغ الحديثة (المطورة).
- اعداد ومراجعة مواصفات ولوائح منتجات التبغ.
- تمثيل الهيئة في اجتماعات اللجان الفنية الوطنية والإقليمية والدولية ذات العلاقة.[9]

## التوعية والتواصل
تعمل الإدارة التنفيذية للتوعية والإعلام كنافذة للهيئة اتصالية على العالم الخارجي وتهدف إلى رفع مستوى الوعي لدى المستهلك وقطاع الأعمال والممارسين الصحيين وتسهيل قنوات الاتصال مع جميع الأطراف ذات العلاقة، تأسست الإدارة التنفيذية للتوعية والإعلام عام 2014م، وتولى تأسسيها الصيدلي عبد الرحمن سلطان السلطان، حيث قامت بإطلاق وترويج العديد من الحملات التوعية، مثل «حملة لحوم وعلوم» و«حملة المضاد الحيوي ليس حلاً» وتأسيس مراكز دعم الأعمال في الرياض وجدة والدمام، تأسيس مركز الاتصال الموحد للهيئة العامة للغذاء والدواء إطلاق مشروع الرد على الاشاعات الأول من نوعه في السعودية، وتدشين برنامج غد للتطوع عام 2017م كأول قاعدة بيانات للمتطوعين في السعودية، تطبيق «بك نهتم». إصدار «مجلة الغذاء والدواء» عام 2015م، إنتاج «بودكاست غذاء ودواء» كأول بودكاست حكومي سعودي عام 2018م.

## تقنية سلسلة الكُتل
هي تقنية تم ابتكارها بالتعاون مع هيئة الحكومة الرقمية لإثبات مفهوم (Proof of Concept) لاستخدام "تقنية سلسلة الكتل"، من خلال استكشاف الفرص التي من شأنها تعزيز التحول الرقمي والارتقاء بالاقتصاد الرقمي في المملكة العربية السعودية.